# Ricardo Mathias
Ricardo Mathias da Silva (Nova Iguaçu, Río de Janeiro, 25 de julio de 2006) es un futbolista brasilero. Juega de delantero centro y su equipo actual es el Sport Club Internacional de la Serie A de Brasil.

## Trayectoria
Debutó como profesional el 11 de agosto de 2024, el entrenador Roger Machado lo hizo ingresar en los minutos finales para enfrentar a Athletico Paranaense y empataron 2-2 en el Estadio Beira-Rio. Disputó su primer encuentro oficial con 18 años y la camiseta número 49.
En su primera temporada como profesional jugó 6 partidos y convirtió 1 gol, su equipo finalizó el torneo en quinto lugar.

## Selección nacional
Ha sido internacional con la selección de fútbol de Brasil en las categorías juveniles sub-17 y sub-20.
El 23 de septiembre de 2022 fue convocado por primera vez para entrenar con la sub-17. En su primer amistoso de práctica, convirtió 2 goles contra Red Bull Bragantino.
Debutó con la Canarinha el 1 de noviembre de 2022, en un amistoso contra Chile, partido que ganaron 0-5. El 27 de febrero de 2023 convirtió su primer gol, fue contra Ecuador en un amistoso que finalizó 4-4.
Fue convocado para defender la selección en el Campeonato Sudamericano Sub-17 de 2023. Jugó 5 partidos y anotó un gol, se coronaron campeones del torneo tras vencer a Argentina en el último encuentro. No volvió a ser convocado con la sub-17 de cara a la Copa Mundial de la categoría.
El 25 de octubre de 2024 fue convocado a los entrenamientos de la selección sub-20. A finales de diciembre fue confirmado en el plantel para jugar el Campeonato Sudamericano Sub-20 de 2025. Disputó 2 partidos, anotó 1 gol y brindó una asistencia, se coronaron campeones en el último día.

## Estadísticas

### Clubes
Actualizado al último partido disputado el 22 de mayo de 2025.
| Club                         | Div.          | Temporada     | Liga  | Liga  | Liga   | Estatal | Estatal | Estatal | Copas nacionales | Copas nacionales | Copas nacionales | Copas internacionales | Copas internacionales | Copas internacionales | Total | Total | Total  |
| Club                         | Div.          | Temporada     | Part. | Goles | Asist. | Part.   | Goles   | Asist.  | Part.            | Goles            | Asist.           | Part.                 | Goles                 | Asist.                | Part. | Goles | Asist. |
| ---------------------------- | ------------- | ------------- | ----- | ----- | ------ | ------- | ------- | ------- | ---------------- | ---------------- | ---------------- | --------------------- | --------------------- | --------------------- | ----- | ----- | ------ |
| S. C. Internacional · Brasil | 1.ª           | 2024          | 6     | 1     | 0      | 0       | 0       | 0       | -                | -                | -                | -                     | -                     | -                     | 6     | 1     | 0      |
| S. C. Internacional · Brasil | 1.ª           | 2025          | 2     | 1     | 0      | 1       | 0       | 0       | 1                | 0                | 0                | 2                     | 1                     | 0                     | 6     | 2     | 0      |
| S. C. Internacional · Brasil | Total club    | Total club    | 8     | 2     | 0      | 1       | 0       | 0       | 1                | 0                | 0                | 2                     | 1                     | 0                     | 12    | 3     | 0      |
| Total carrera                | Total carrera | Total carrera | 8     | 2     | 0      | 1       | 0       | 0       | 1                | 0                | 0                | 2                     | 1                     | 0                     | 12    | 3     | 0      |
| 1. 2.                        |               |               |       |       |        |         |         |         |                  |                  |                  |                       |                       |                       |       |       |        |

### Selección
Actualizado al último partido disputado el 16 de febrero de 2025.
| Selección         | Temporada         | Continental | Continental | Continental | Mundial | Mundial | Mundial | Amistosos | Amistosos | Amistosos | Total | Total | Total  |
| Selección         | Temporada         | Part.       | Goles       | Asist.      | Part.   | Goles   | Asist.  | Part.     | Goles     | Asist.    | Part. | Goles | Asist. |
| ----------------- | ----------------- | ----------- | ----------- | ----------- | ------- | ------- | ------- | --------- | --------- | --------- | ----- | ----- | ------ |
| Sub-17 · Brasil   | 2022              | —           | —           | —           | —       | —       | —       | 4         | 0         | 0         | 4     | 0     | 0      |
| Sub-17 · Brasil   | 2023              | 5           | 1           | 1           | -       | -       | -       | 1         | 1         | 0         | 6     | 2     | 1      |
| Sub-17 · Brasil   | Total sel.        | 5           | 1           | 1           | 0       | 0       | 0       | 5         | 1         | 0         | 10    | 2     | 1      |
| Sub-20 · Brasil   | 2025              | 2           | 1           | 1           | -       | -       | -       | 0         | 0         | 0         | 2     | 1     | 1      |
| Sub-20 · Brasil   | Total sel.        | 2           | 1           | 1           | 0       | 0       | 0       | 0         | 0         | 0         | 2     | 1     | 1      |
| Total selecciones | Total selecciones | 7           | 2           | 2           | 0       | 0       | 0       | 5         | 1         | 0         | 12    | 3     | 2      |
| 1.                |                   |             |             |             |         |         |         |           |           |           |       |       |        |

## Palmarés

### Títulos internacionales
| Título                         | Equipo              | Sede      | Año  |
| ------------------------------ | ------------------- | --------- | ---- |
| Campeonato Sudamericano Sub-17 | Selección de Brasil | Ecuador   | 2023 |
| Campeonato Sudamericano Sub-20 | Selección de Brasil | Venezuela | 2025 |

### Títulos regionales
| Título            | Club                | País   | Año  |
| ----------------- | ------------------- | ------ | ---- |
| Campeonato Gaúcho | S. C. Internacional | Brasil | 2025 |